# American Utopia
American Utopia è un album in studio da solista del musicista rock statunitense David Byrne, pubblicato il 9 marzo 2018.

## Tracce
Testi e musiche di David Byrne, Brian Eno.
1. I Dance Like This – 3:33
2. Gasoline and Dirty Sheets – 3:19
3. Every Day Is a Miracle – 4:46
4. Dog's Mind – 2:29
5. This Is That – 4:31 (Byrne, Daniel Lopatin)
6. It's Not Dark Up Here – 4:10
7. Bullet – 3:09
8. Doing the Right Thing – 3:38
9. Everybody's Coming to My House – 3:29
10. Here – 4:13 (Byrne, Lopatin)